# Аппер-Лейк (Каліфорнія)
Аппер-Лейк (англ. Upper Lake) — переписна місцевість (CDP) в США, в окрузі Лейк штату Каліфорнія. Населення — 1095 осіб (2020).

## Географія
Аппер-Лейк розташований за координатами 39°9′54″ пн. ш. 122°54′19″ зх. д. / 39.16500° пн. ш. 122.90528° зх. д. (39.165050, -122.905182).  За даними Бюро перепису населення США в 2010 році переписна місцевість мала площу 4,37 км², з яких 4,36 км² — суходіл та 0,01 км² — водойми.

### Клімат
| Клімат : Аппер-Лейк     | Клімат : Аппер-Лейк | Клімат : Аппер-Лейк | Клімат : Аппер-Лейк | Клімат : Аппер-Лейк | Клімат : Аппер-Лейк | Клімат : Аппер-Лейк | Клімат : Аппер-Лейк | Клімат : Аппер-Лейк | Клімат : Аппер-Лейк | Клімат : Аппер-Лейк | Клімат : Аппер-Лейк | Клімат : Аппер-Лейк | Клімат : Аппер-Лейк |
| Показник                | Січ.                | Лют.                | Бер.                | Квіт.               | Трав.               | Черв.               | Лип.                | Серп.               | Вер.                | Жовт.               | Лист.               | Груд.               | Рік                 |
| Абсолютний максимум, °C | 29,4                | 36,1                | 32,2                | 33,9                | 38,9                | 42,8                | 43,9                | 42,8                | 43,3                | 40,0                | 34,4                | 26,7                | 43,9                |
| Середній максимум, °C   | 12,6                | 14,6                | 17,1                | 20,4                | 23,7                | 28,9                | 33,9                | 33,7                | 30,7                | 24,8                | 18,0                | 13,3                | 22,7                |
| Середній мінімум, °C    | 0,5                 | 1,5                 | 2,6                 | 4,2                 | 6,3                 | 9,1                 | 11,1                | 10,1                | 7,7                 | 4,6                 | 2,0                 | 0,3                 | 5,0                 |
| Абсолютний мінімум, °C  | −12,8               | −10,6               | −7,2                | −4,4                | −2,2                | −1,1                | 0,0                 | 0,6                 | −2,8                | −8,3                | −8,9                | −12,2               | −12,8               |
| Норма опадів, мм        | 187                 | 134                 | 113                 | 57                  | 28                  | 9                   | 1                   | 2                   | 8                   | 45                  | 106                 | 174                 | 866                 |
| Днів з опадами          | 13                  | 10                  | 10                  | 6                   | 4                   | 2                   | 0                   | 0                   | 1                   | 4                   | 8                   | 10                  | 68,0                |
| ----------------------- | ------------------- | ------------------- | ------------------- | ------------------- | ------------------- | ------------------- | ------------------- | ------------------- | ------------------- | ------------------- | ------------------- | ------------------- | ------------------- |
| Джерело: WRCC           |                     |                     |                     |                     |                     |                     |                     |                     |                     |                     |                     |                     |                     |

## Демографія
Згідно з переписом 2010 року, у переписній місцевості мешкали 1052 особи в 390 домогосподарствах у складі 260 родин. Густота населення становила 241 особа/км².  Було 440 помешкань (101/км²).
Расовий склад населення:
| - 80,0 % — білих - 3,1 % — корінних американців - 0,7 % — чорних або афроамериканців - 0,7 % — азіатів - 9,9 % — осіб інших рас |

До двох чи більше рас належало 5,6 %. Частка іспаномовних становила 23,0 % від усіх жителів.
За віковим діапазоном населення розподілялося таким чином: 26,6 % — особи молодші 18 років, 60,3 % — особи у віці 18—64 років, 13,1 % — особи у віці 65 років та старші. Медіана віку мешканця становила 36,3 року. На 100 осіб жіночої статі у переписній місцевості припадало 91,3 чоловіків;  на 100 жінок у віці від 18 років та старших — 84,7 чоловіків також старших 18 років.
Середній дохід на одне домашнє господарство  становив 50 669 доларів США (медіана — 32 381), а середній дохід на одну сім'ю — 67 820 доларів (медіана — 55 375). За межею бідності перебувало 32,4 % осіб, у тому числі 60,1 % дітей у віці до 18 років та 5,7 % осіб у віці 65 років та старших.
Цивільне працевлаштоване населення становило 211 осіб. Основні галузі зайнятості: освіта, охорона здоров'я та соціальна допомога — 29,4 %, публічна адміністрація — 14,2 %, мистецтво, розваги та відпочинок — 13,3 %.